# Заливане с киселина
Заливането с киселина представлява действие, в което хора или предмети биват умишлено заливани с киселинни вещества.

## Срещу хора
Заливането с киселинна срещу хора води до тежки телесна повреди, като киселината се излива върху тялото на жертвата, често в лицето.
Последствията от това причиняват белези, слепота. Липсата на медицинска помощ може да доведе до смърт. Лицата на жертвите биват обезобразени. Оцелелите цял живот страдат от болка. Също така много от тях изпадат в депресия.
Извършителите са повече мъже, а жертвите жени. Най-честите случаи са заради ревност, като акт на отмъщение.

### В Европа
Заливанията с киселина били известни в Европа още от 19 век. Тази форма на насилие е почти изчезнала през 20 век .

### Във Великобритания
Във Великобритания се наблюдава увеличаване на заливанията с киселина от началото на 2000-те години. Само Лондон е регистрирал повече от 1800 заливанията с киселина от 2010 г. насам, броят на случаите се е увеличил от 261 през 2015 г. до 454 през 2016 г. Това означава, че такива атаки се случват всеки ден. Великобритания е най-силно засегнатата държава.

### В Пакистан
В Пакистан от 2015 насам зачестяват нападенията над жени със заливане с киселина на обществени места. Смята се, че всяка година 8500 жени биват наранени по този начин.

### В България
Министерството на вътрешните работи на България не води официална статистика за този тип посегателства, но в последните години има поне 20 заливания, стигнали до медиите.

#### Нашумели случаи
1. Анна Заркова
2. Петя Стаевска
3. Мария Бонева

## Документални филми
Американско-пакистанският документален филм „Saving Face“ от 2012 г. представя съдбата на някои жени, сериозно наранени от съпрузите си и техните роднини.

## Унищожаване на произведения на изкуството
Посегателства над произведения на изкуството, като картини и скулптури, също се извършват чрез заливане с киселина. Тук мотивацията за действие често може да бъде психично разстройство, религиозно отношение или политически екстремизъм. Атаките срещу произведения на изкуството, като обикновена форма на протест, са доста редки.